# Olympische Jugend-Sommerspiele 2018/Teilnehmer (Belgien)
| Gelbes Symbol für Goldmedaillen mit stilisierten Olympischen Ringen | Graues Symbol für Silbermedaillen mit stilisierten Olympischen Ringen | Braundes Symbol für Bronzemedaillen mit stilisierten Olympischen Ringen |
| ------------------------------------------------------------------- | --------------------------------------------------------------------- | ----------------------------------------------------------------------- |
| 2                                                                   | 3                                                                     | 2                                                                       |

Die belgische Jugend-Olympiamannschaft für die III. Olympischen Jugend-Sommerspiele vom 6. bis 18. Oktober 2018 in Buenos Aires (Argentinien) bestand aus 32 Athleten.

## Athleten nach Sportarten

### Badminton
Jungen
- Julien Carraggi
Bronze  Mannschaft

### Basketball
Jungen
- Silber  3×3
- Sasha Deheneffes
- Sam Hofman
- Moussa Noterman
- Ferre Vanderhoydonck

### Bogenschießen
Jungen
- Senna Roos
Bronze  Einzel

### Breakdance
Jungen
- Olivier Warner

### Fechten
Mädchen
- Jolien Corteyn
- Axelle Wasiak

### Golf
| Mädchen - Margaut Appart | Jungen - Jean de Wouters d‘Oplinter |

### Inline-Speedskating
Jungen
- Jason Suttels

### Judo
Mädchen
- Alessia Corrao
Bronze  Klasse bis 63 kg

### Kanu
Jungen
- Jules Vangeel
Silber  Kajak-Einer Sprint

### Karate
Jungen
- Quentin Mahauden
Gold  Klasse bis 68 kg

### Leichtathletik
| Mädchen - Maité Beernaert Gold Weitsprung - Elena Defrère - Mariam Oulare - Liefde Schoemaker - Myrthe Van der Borght | Jungen - Louis Vandermessen |

### Reiten
Jungen
- Simon Morssinkhof
Silber  Springen Mannschaft

### Rudern
Mädchen
- Maidlin Govaert

### Schießen
Jungen
- Jérôme Son

### Segeln
| Mädchen - Frédérique Van Eupen | Jungen - Henri Demesmaeker |

### Sportklettern
Jungen
- Lukas Franckaert

### Taekwondo
Jungen
- Badr Achab
Silber  Klasse bis 73 kg

### Tennis
Jungen
- Arnaud Bovy

### Triathlon
| Mädchen - Hanne Peeters | Jungen - Rik Malcorps |

### Turnen
Jungen
- Ward Claeys